# Experimento Ganzfeld

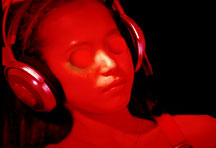
Cobaia num experimento Ganzfeld objetivando averiguar a PES conhecida como telepatia

O Experimento Ganzfeld (do alemão  "campo inteiro") é uma técnica usada no campo da parapsicologia para testar a percepção extrassensorial (PES) em algum indivíduo. Nela é usada uma estimulação sensorial homogênea e despadronizada para produzir o chamado efeito ganzfeld, um efeito semelhante ao de privação sensorial (nesta há redução ou a remoção deliberada de estímulos de um ou mais dos sentidos como visão, etc.). O termo Ganzfeld pode ser utilizado tanto para nomear o ambiente onde o experimento se realiza quanto para o próprio experimento.
O efeito ganzfeld tem sido utilizado em muitos estudos de neurociência, além da parapsicologia. A privação de estímulos sensoriais padronizados é para propiciar as impressões geradas internamente no indivíduo, algumas das quais poderiam ter origem extrassensorial.  A técnica foi idealizada por Wolfgang Metzger, em 1930, como parte de sua investigação sobre a teoria gestalt.
Parapsicólogos como Dean Radin e Daryl Bem dizem que experimentos ganzfeld apresentaram resultados que se desviam da aleatoriedade em um grau significativo, e que esses resultados apresentam, até o momento, algumas das mais fortes evidências quantificáveis para a existência da telepatia. Todavia, críticos como Susan Blackmore e Ray Hyman alertaram que os resultados não são conclusivos e consistentemente indistinguíveis da hipótese nula.
O astrônomo Carl Sagan foi outro cético que chamou a atenção da comunidade científica para a importância dos testes ganzfeld.
O prêmio Nobel de Física, Brian Josephson, também é um defensor da Parapsicologia, selecionando o ganzfeld como entre os melhores experimentos do campo, tendo publicado uma carta na revista Nature onde divulga a criação de sua página sobre parapsicologia.
Em 2010, a 8ª meta-análise da base de dados ganzfeld foi publicada, com resultados positivos e significativos.
Um artigo de 2016 publicado na PloS One examinou Práticas de Pesquisa Questionáveis (PPQs) nos experimentos ganzfeld e concluiu que ainda que as PPQs ocorressem, os resultados ainda seriam significativos.

## Críticas ao experimento
Há discórdia na comunidade científica sobre a eficácia dos testes Ganzfeld. Enquanto algumas pesquisas sugerem resultados estatisticamente significativos para participantes selecionados, ainda não se conseguiu demonstrar consistentemente a eficiência do experimento para participantes não selecionados. Críticas a respeito do experimento geralmente giram em torno de erros metodológicos e de interpretação dos dados, como inadequações no ambiente de experimentação, falhas na aplicação da aleatoriedade durante os testes e a falaciosa assunção de que desvios ao esperado sejam, necessariamente, evidenciação de poderes psíquicos.
De acordo com o professor de psicologia Scott O. Lilienfeld e seus colegas, dizer que a técnica Ganzfeld é confiável é uma afirmação altamente disputada. Eles concluíram que a PES não foi demonstrada com sucesso nos experimentos realizados em mais de 150 anos, e isso é desencorajante.
Um dos maiores problemas apontados nos testes Ganzfeld é o vazamento sensorial (sensory leakage), quando a pessoa submetida ao experimento consegue receber determinada informação de forma natural ou convencional, puramente através de seus sentidos, em vez de recebê-la por meio de algum poder extrassensorial. Isso pode ocorrer, por exemplo, quando o participante ouve certo som que não deveria ser capaz de ouvir por causa de um isolamento acústico mal feito ou quando é possível enxergar algo que não deveria ser possível ver devido a alguma reflexão em um objeto presenta na sala onde o experimento está sendo realizado. Segundo vários críticos do experimento, isso compromete a confiabilidade dos resultados.
Em 1985, o psicólogo e autor britânico C. E. M. Hansel apontou fraquezas nos experimentos e concluiu que a evidência para a percepção extrassensorial continuava tão ínfima quanto cem anos antes.
Milton e Wiseman desenvolveram, em 1999, uma metanálise dos experimentos Ganzfeld de modo independente e não encontraram evidência para o suposto "efeito psíquico". Os resultados obtidos a partir de 30 experimentos não mostraram efeito maior do que mero acaso.
Em 2003, o professor de neurologia e escritor científico Terence Hines afirmou que as supostas evidências para a PES obtidas com os testes Ganzfeld desaparecem à medida que o controle científico dos experimentos se torna mais rígido. Segundo Hines, não havia "forma clara de obter resultados demonstrando qualquer fenômeno psíquico de modo confiável" e a conclusão mais sensata seria a de que tal efeito não existia e nunca teria existido.
Em 2007, o professor de psicologia Ray Hyman criticou a postura dos parapsicólogos de interpretar peculiaridades nos resultados dos testes como efeitos diretos de supostas habilidades psíquicas. Para ele, isso constitui uma falácia e não há método independente que consiga indicar a presença ou ausência dos poderes psíquicos.
Em 2010, Hyman voltou a criticar o Ganzfeld após analisar a metanálise de Storm et al., que apontava certa significância estatística nos resultados obtidos em 483 testes de um total de 1.498 (32,2%). Hyman escreveu que os experimentos não foram independentemente replicados e falharam na tentativa de produzir evidência para a psi.
A metanálise de Storm et al. voltaria a ser criticada em 2013. Em uma avaliação crítica, Rouder et al. afirmaram que ela não revelava evidências para a psi, nenhum mecanismo plausível e ainda omitia falhas de replicação.
O autor estadunidense Brian Dunning revisou as falhas dos estudos Ganzfeld em 2013 e chegou à conclusão de que não só a técnica havia falhado como evidência para a psi como o interesse pela prática havia decaído.
Em 2016, um artigo concluiu que práticas de pesquisa questionáveis inflavam resultados positivos de metanálises dos experimentos Ganzfeld.